# Sterbfritz
Sterbfritz ist Ortsteil und Sitz der Gemeindeverwaltung der Gemeinde Sinntal im hessischen Main-Kinzig-Kreis.

## Geografische Lage

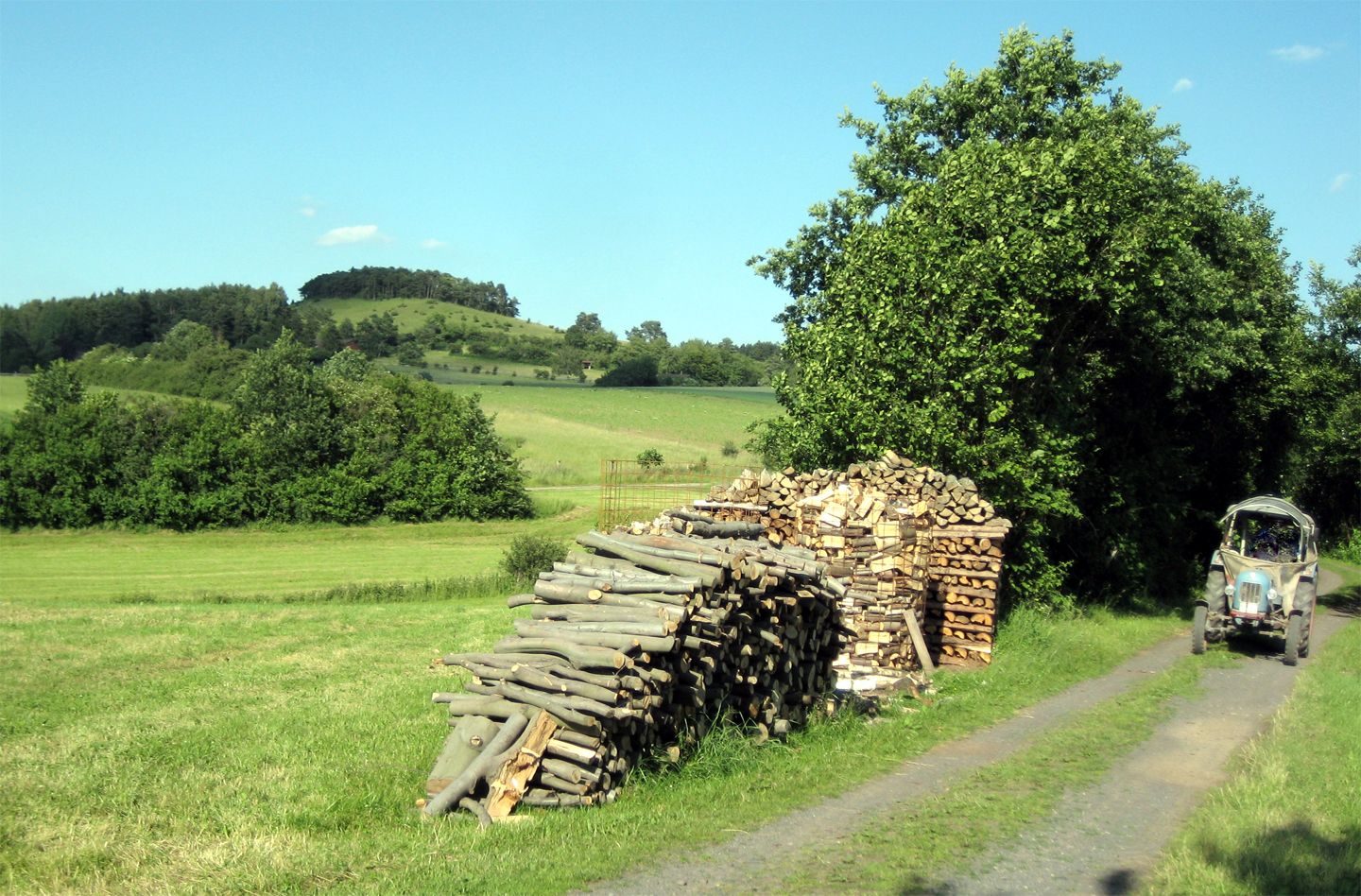
Mittelgebirgslandschaft bei Sterbfritz: Die Stephanskuppe

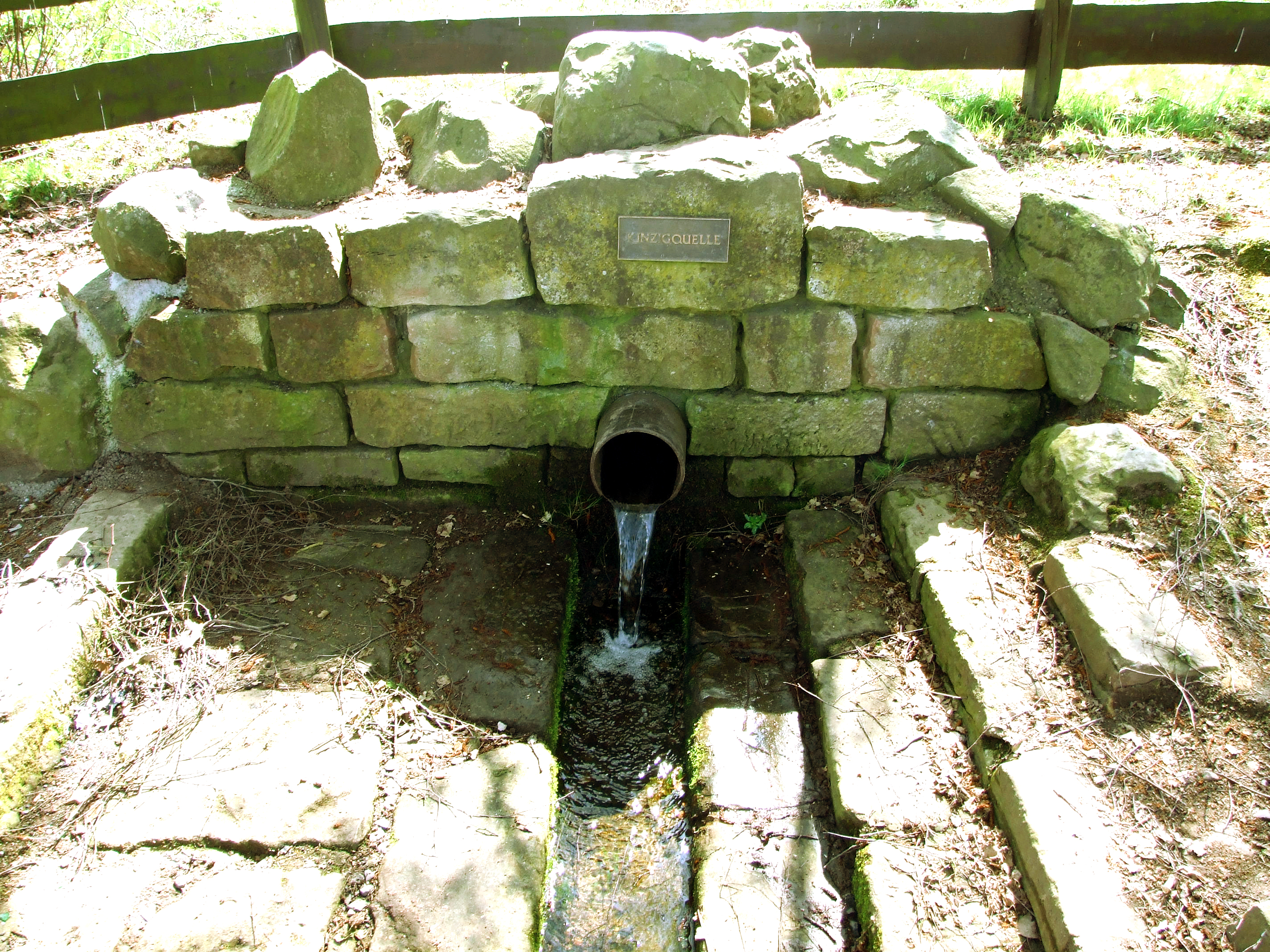
Kinzigquelle

Sterbfritz liegt auf einer Höhe von 355 m über NN etwa 8,5 km südöstlich von Schlüchtern am Anfang des Kinzigtales, an den Ausläufern der Mittelgebirge Spessart und Rhön. In Sterbfritz entspringt am Fuße des Berges Steinfirst (512 m) die Kinzig, die in Hanau in den Main mündet.

## Geschichte

### Ortsgeschichte
Die älteste erhaltene Erwähnung des Ortes stammt aus dem Jahr 815. Damals wird es als in marcu Chirizichheimero gelegen bezeichnet. In erhaltenen Urkunden wurde der Ort später unter den folgenden Namen erwähnt (in Klammern das Jahr der Erwähnung): Starcfriedeshuson (815), Stercfrides (1167), Sterfrides (1295) und Sterpfritz (1549).
Zur Entstehung des Ortsnamens, der in seiner heutigen Form Assoziationen weckt, die mit seiner Herkunft überhaupt nichts zu tun haben, bestehen volksetymologisch motivierte Anekdoten variierenden Inhalts: Im Fuldaer Land belud ein Fahrensmann seinen Wagen, spannte sein Pferd davor und reiste los. Als das Pferd nicht mehr wollte, lockte er seinen Gaul mit den Worten „Komm Fritz!“ weiter (an dieser Stelle der Reise liegt heute der Ort Gomfritz). So liefen sie über die Berge und durch die Täler der Vorder-Rhön, was das Pferd sehr anstrengte. Irgendwann konnte das Pferd nicht mehr und der Fahrensmann blieb stehen und sagte mitleidig: „Sterb Fritz!“ Es gibt auch die Variante, dass es ein Kreuzritter gewesen sei, sowie dass der Pferdebesitzer dem ausgelaugten Tier die Kinzigquelle als Tränkung versprochen habe.
Im Jahre 1167 gehörten Dorf, Kirche und Zehnt dem Kloster Schlüchtern. Sterbfritz gehörte zum Gericht Altengronau, das 1333 als Reichslehen aus einer Erbschaft vom Haus Rieneck an die Herrschaft Hanau kam. Aus dem Gericht entstand im 15. Jahrhundert das Amt Schwarzenfels der Grafschaft Hanau, ab 1459 die Grafschaft Hanau-Münzenberg.
1643 wurde das Amt Schwarzenfels – und damit auch Sterbfritz – als Pfand zusammen mit anderen Sicherheiten der Landgrafschaft Hessen-Kassel übergeben. Es sollte für Hanauer Schulden bürgen, die im Zusammenhang mit der Befreiung der Stadt Hanau von der Belagerung durch kaiserliche Truppen 1636 gegenüber Hessen-Kassel entstanden waren. Den Grafen von Hanau gelang es nicht mehr, dieses Pfand von Hessen-Kassel zu lösen. Das Amt wurde in der Folgezeit wie landgräfliches Eigentum verwaltet. Auch nachdem Hessen-Kassel 1736, nach dem Tod des letzten Hanauer Grafen, Johann Reinhard III., die Grafschaft Hanau-Münzenberg erbte, wurde es mit dieser nicht wieder vereinigt. Der Landgraf wurde 1803 zum Kurfürsten erhoben.
Während der napoleonischen Zeit stand Sterbfritz ab 1806 unter französischer Militärverwaltung, gehörte von 1807 bis 1810 zum Fürstentum Hanau und dann von 1810 bis 1813 zum Großherzogtum Frankfurt, Departement Hanau. Anschließend fiel es an das Kurfürstentum Hessen zurück. Nach der Verwaltungsreform des Kurfürstentums Hessen von 1821, durch die Kurhessen in vier Provinzen und 22 Kreise eingeteilt wurde, gehörte Sterbfritz zum Landkreis Schlüchtern. 1866 wurde das Kurfürstentum nach dem Preußisch-Österreichischen Krieg von Preußen annektiert.
Nach dem Zweiten Weltkrieg ließen sich zahlreiche Vertriebene aus den deutschen Ostgebieten in Sterbfritz nieder, wodurch sich die Bevölkerungszahl von 1200 auf 2000 fast verdoppelte.
Im Jahr 1958 gab es kurzzeitig Bestrebungen, den Ort umzubenennen, weil der Ortsname vor allem von Neubürgern als unangemessen empfunden wurde. In der Diskussion stand zunächst der Name Starkfried, nach der historisch belegten Etymologie des Namens, später wurden von Bürgern aus dem ganzen Land auch Vorschläge wie Strebfritz eingereicht. Durch die Diskussion schaffte es der kleine Ort kurzzeitig in die überregionalen Medien; der Namensstreit wurde sogar in Österreich (Neuer Kurier) rezipiert. Das Begehren scheiterte schließlich an der Ablehnung durch die Gemeindeversammlung (die fast ausschließlich mit Altbürgern besetzt war) im Oktober 1958.
Hessische Gebietsreform (1970–1977)
Im Zuge der Gebietsreform in Hessen wurden zum 1. Dezember 1969 die bis dahin selbständigen Gemeinden Breunings, Sannerz und Weiperz auf freiwilliger Basis nach Sterbfritz eingegliedert. Die so vergrößerte Gemeinde kam kraft Landesgesetz am 1. Juli 1974 zur 1972 gebildeten Gemeinde Sinntal und zum neu gebildeten Main-Kinzig-Kreis.
Für alle ehemals eigenständigen Gemeinden von Sinntal wurden Ortsbezirke mit Ortsbeirat und Ortsvorsteher nach der Hessischen Gemeindeordnung gebildet.

### Verwaltungsgeschichte im Überblick
Die folgende Liste zeigt die Staaten und Verwaltungseinheiten, denen Sterbfritz angehört(e):
- vor 1458: Heiliges Römisches Reich, Grafschaft Hanau
- ab 1458: Heiliges Römisches Reich, Grafschaft Hanau-Münzenberg, Amt Schwarzenfels
- ab 1643: Heiliges Römisches Reich, Landgrafschaft Hessen-Kassel (als Pfand), Grafschaft Hanau-Münzenberg, Amt Schwarzenfels
- ab 1803: Heiliges Römisches Reich, Landgrafschaft Hessen-Kassel, Fürstentum Hanau, Amt Schwarzenfels[Anm. 2]
- 1806–1810: Kaiserreich Frankreich,[Anm. 3] Fürstentum Hanau, Amt Schwarzenfels (Militärverwaltung)
- 1807–1810: Kaiserreich Frankreich,[Anm. 4] Fürstentum Hanau, Amt Schwarzenfels (Militärverwaltung)
- 1810–1813: Großherzogtum Frankfurt, Departement Hanau, Distrikt Schwarzenfels
- ab 1816: Kurfürstentum Hessen,[Anm. 5] Fürstentum Hanau, Amt Schwarzenfels[8]
- ab 1821/22: Kurfürstentum Hessen, Provinz Hanau, Kreis Schlüchtern[9][Anm. 6]
- ab 1848: Kurfürstentum Hessen, Bezirk Hanau
- ab 1851: Kurfürstentum Hessen, Provinz Hanau, Kreis Schlüchtern
- ab 1867: Königreich Preußen,[Anm. 7] Provinz Hessen-Nassau, Regierungsbezirk Kassel, Kreis Schlüchtern
- ab 1871: Deutsches Reich, Königreich Preußen, Provinz Hessen-Nassau, Regierungsbezirk Kassel, Kreis Schlüchtern
- ab 1918: Deutsches Reich, Freistaat Preußen, Provinz Hessen-Nassau, Regierungsbezirk Kassel, Kreis Schlüchtern
- ab 1944: Deutsches Reich, Freistaat Preußen, Provinz Nassau, Landkreis Schlüchtern
- ab 1945: Amerikanische Besatzungszone,[Anm. 8] Groß-Hessen, Regierungsbezirk Wiesbaden, Landkreis Schlüchtern
- ab 1946: Amerikanische Besatzungszone, Hessen, Regierungsbezirk Wiesbaden, Landkreis Schlüchtern
- ab 1949: Bundesrepublik Deutschland, Hessen, Regierungsbezirk Wiesbaden, Landkreis Schlüchtern
- ab 1968: Bundesrepublik Deutschland, Hessen, Regierungsbezirk Darmstadt, Landkreis Schlüchtern
- ab 1972: Bundesrepublik Deutschland, Hessen, Regierungsbezirk Darmstadt, Landkreis Schlüchtern, Gemeinde Sinntal[Anm. 9]
- ab 1974: Bundesrepublik Deutschland, Hessen, Regierungsbezirk Darmstadt, Main-Kinzig-Kreis, Gemeinde Sinntal

## Bevölkerung

### Einwohnerstruktur 2011
Nach den Erhebungen des Zensus 2011 lebten am Stichtag dem 9. Mai 2011 in Sterbfritz 1842 Einwohner. Darunter waren 69 (3,7 %) Ausländer.
Nach dem Lebensalter waren 357 Einwohner unter 18 Jahren, 735 zwischen 18 und 49, 366 zwischen 50 und 64 und 384 Einwohner waren älter. Die Einwohner lebten in 756 Haushalten. Davon waren 216 Singlehaushalte, 180 Paare ohne Kinder und 285 Paare mit Kindern, sowie 60 Alleinerziehende und 12 Wohngemeinschaften. In 156 Haushalten lebten ausschließlich Senioren und in 474 Haushaltungen lebten keine Senioren.

### Einwohnerentwicklung
| Quelle: Historisches Ortslexikon      |
| • 1549: 0030 Haushaltungen            |
| • 1587: 0034 Schützen, 9 Spießer      |
| • 1812: 0114 Feuerstellen, 828 Seelen |

| Sterbfritz: Einwohnerzahlen von 1812 bis 2020 | Sterbfritz: Einwohnerzahlen von 1812 bis 2020 | Sterbfritz: Einwohnerzahlen von 1812 bis 2020 | Sterbfritz: Einwohnerzahlen von 1812 bis 2020 | Sterbfritz: Einwohnerzahlen von 1812 bis 2020 |
| --- | --------------------------------------------- | --------------------------------------------- | --------------------------------------------- | --------------------------------------------- |
| Jahr |                                               |                                               |                                               | Einwohner                                     |
| 1812 | 1812                                          |                                               | 828                                           | 828                                           |
| 1834 | 1834                                          |                                               | 1.100                                         | 1.100                                         |
| 1840 | 1840                                          |                                               | 1.119                                         | 1.119                                         |
| 1846 | 1846                                          |                                               | 1.190                                         | 1.190                                         |
| 1852 | 1852                                          |                                               | 1.124                                         | 1.124                                         |
| 1858 | 1858                                          |                                               | 980                                           | 980                                           |
| 1864 | 1864                                          |                                               | 953                                           | 953                                           |
| 1871 | 1871                                          |                                               | 1.305                                         | 1.305                                         |
| 1875 | 1875                                          |                                               | 1.044                                         | 1.044                                         |
| 1885 | 1885                                          |                                               | 1.077                                         | 1.077                                         |
| 1895 | 1895                                          |                                               | 998                                           | 998                                           |
| 1905 | 1905                                          |                                               | 1.211                                         | 1.211                                         |
| 1910 | 1910                                          |                                               | 1.246                                         | 1.246                                         |
| 1925 | 1925                                          |                                               | 1.202                                         | 1.202                                         |
| 1939 | 1939                                          |                                               | 1.230                                         | 1.230                                         |
| 1946 | 1946                                          |                                               | 1.859                                         | 1.859                                         |
| 1950 | 1950                                          |                                               | 2.020                                         | 2.020                                         |
| 1956 | 1956                                          |                                               | 1.799                                         | 1.799                                         |
| 1961 | 1961                                          |                                               | 1.556                                         | 1.556                                         |
| 1967 | 1967                                          |                                               | 1.812                                         | 1.812                                         |
| 1969 | 1969                                          |                                               | 1.791                                         | 1.791                                         |
| 1979 | 1979                                          |                                               | 1.891                                         | 1.891                                         |
| 1990 | 1990                                          |                                               | 2.006                                         | 2.006                                         |
| 1995 | 1995                                          |                                               | 2.067                                         | 2.067                                         |
| 2000 | 2000                                          |                                               | 2.035                                         | 2.035                                         |
| 2005 | 2005                                          |                                               | 2.121                                         | 2.121                                         |
| 2010 | 2010                                          |                                               | 2.002                                         | 2.002                                         |
| 2011 | 2011                                          |                                               | 1.842                                         | 1.842                                         |
| 2015 | 2015                                          |                                               | 1.988                                         | 1.988                                         |
| 2020 | 2020                                          |                                               | 2.032                                         | 2.032                                         |
| Datenquelle: Historisches Gemeindeverzeichnis für Hessen: Die Bevölkerung der Gemeinden 1834 bis 1967. Wiesbaden: Hessisches Statistisches Landesamt, 1968. Weitere Quellen: LAGIS; ab 1969: Gemeinde Sinntal; Zensus 2011 |                                               |                                               |                                               |                                               |

## Religion

### Christliche Kirchen
Im Mittelalter gehörte die Kirche von Sterbfritz, erstmals erwähnt 1167, zur Pfarrei Ramholz. Das Kirchenpatronat lag beim Kloster Schlüchtern. Um die Mitte des 16. Jahrhunderts führten die Grafen von Hanau-Münzenberg in ihren Ländern die Reformation – zunächst in ihrer lutherischen Ausrichtung – ein („cuius regio, eius religio“). 1593 setzte Graf Philipp Ludwig II. die reformierte Konfession durch. In nachreformatorischer Zeit gehörte die Gemeinde in Sterbfritz zum Dekanat Schwarzenfels (damalige Bezeichnung: Protestantische Pfarrei der Klasse Schwarzenfels). Von 1648 bis 1683 gehörte die Kirchengemeinde zur Pfarrei Mottgers. Seit 1663 amtierte wieder ein Pfarrer in Sterbfritz. Die Gemeinde von Breunings war hierher eingepfarrt. 1792 wurde die mittelalterliche Kirche durch einen Neubau ersetzt.
Evangelische Kirche (Sterbfritz)
Die römisch-katholischen Christen gehören zum Bistum Fulda. Die Gemeinden in Sinntal werden vor allem aus Mitgliedern gebildet, die sich nach 1945 in der Region niedergelassen haben.

### Jüdische Gemeinde
In Sterbfritz bestand, 1665 urkundlich erstmals belegt, bis 1938/42 eine jüdische Gemeinde, die eine Synagoge, eine Mikwe und eine Volksschule unterhielt. Die Verstorbenen wurden auf dem jüdischen Friedhof Altengronau beigesetzt. 55 Personen, die in Sterbfritz geboren sind oder dort längere Zeit gelebt haben, wurden im Holocaust ermordet.

### Historische  Religionszugehörigkeit

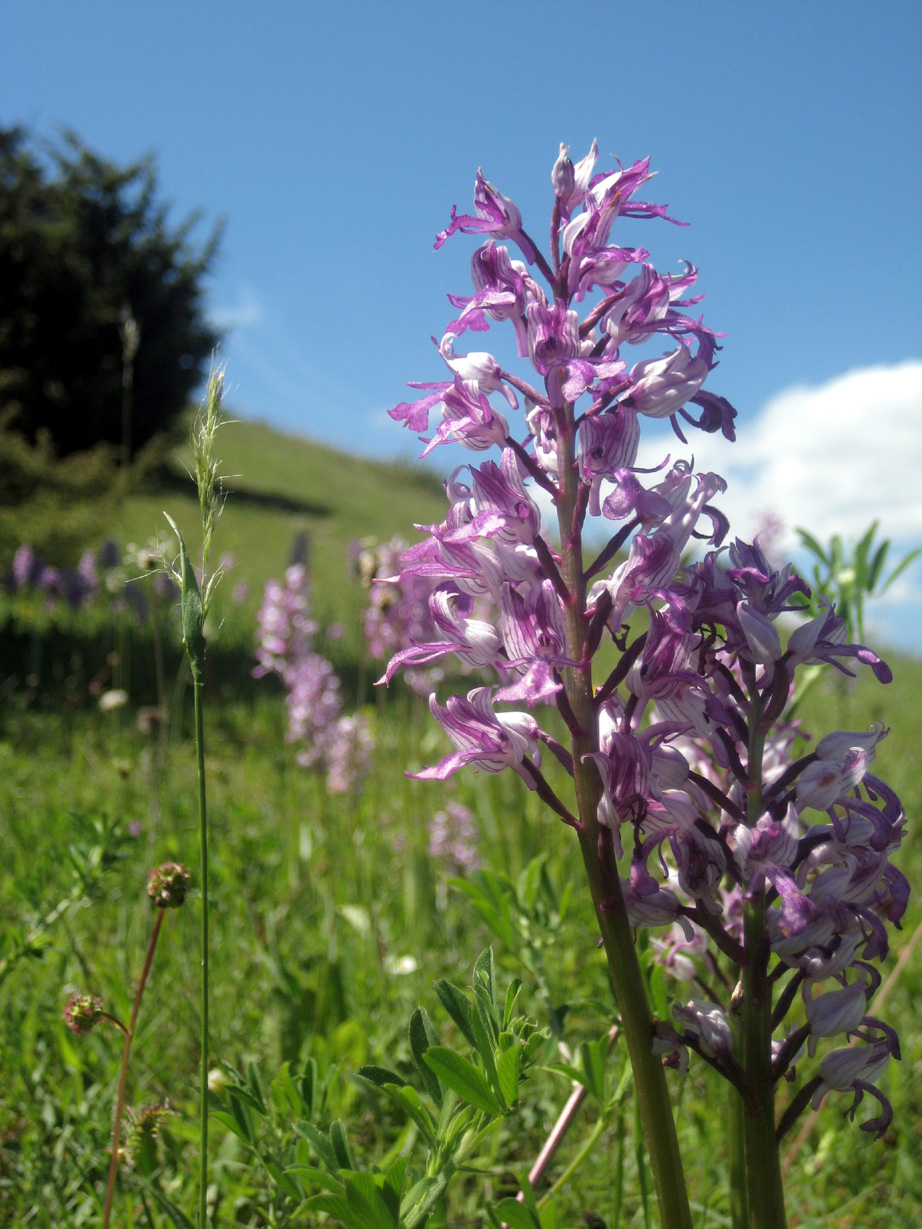
Wilde Orchideen auf der Stephanskuppe

| • 1885: | 0884 evangelische (= 82,08 %), 24 katholische (= 2,23 %), 169 jüdische (= 15,69 %) Einwohner |
| • 1961: | 1414 evangelische (= 80,52 %), 336 katholische (= 19,13 %) Einwohner                         |

## Kultur und Sehenswürdigkeiten
Im Umkreis von Sterbfritz gibt es seltene wilde Orchideen.

## Verkehr

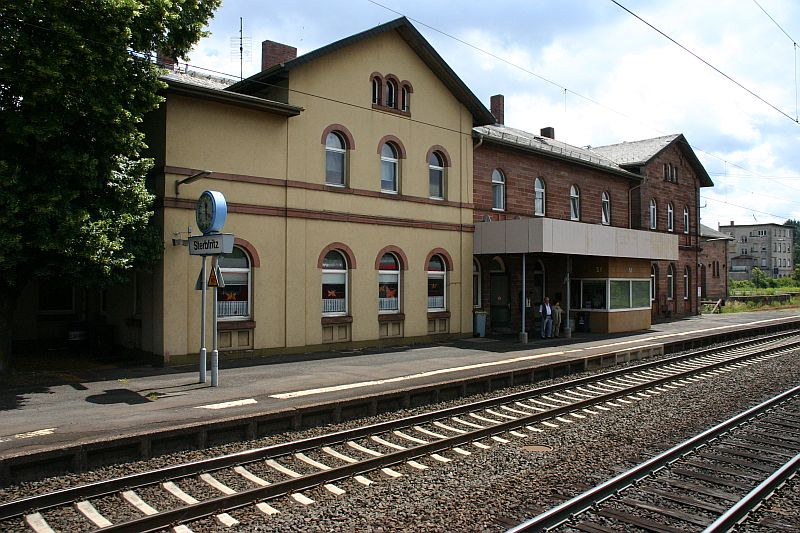
Empfangsgebäude des Bahnhofs Sterbfritz

Der Bahnhof Sterbfritz liegt an der Bahnstrecke Flieden–Gemünden, mit Anbindung an die alle zwei Stunden verkehrende Regionalbahnlinie 53 Schlüchtern–Würzburg–Bamberg. Der Bahnhof galt bis zum Bau der Schnellfahrstrecke Hannover–Würzburg als der höchstgelegene Bahnhof der Verbindung München–Hamburg. Züge von der Schnellfahrstrecke werden über Sterbfritz umgeleitet, wenn der Landrückentunnel, der längste deutsche Eisenbahntunnel, unpassierbar ist.

## Persönlichkeiten
In Sterbfritz sind geboren und über seine Grenzen hinaus bekannt geworden:
- Christian Koch (1781–1861), Pädagoge in Marburg
- Freiherr Gustav Adolph Schenck zu Schweinsberg (1843–1909)
- Fritz Kahl (1895–1974), Mediziner, er und seine Frau Margarete als Gerechte unter den Völkern geehrt
- Kathrin Kohlhepp (* 1988), bekannt als DJane Housekat